# Jean-Yves Li Waut
Jean-Yves Li Waut (2 luglio 1978) è un ex calciatore francese nato a Tahiti, di ruolo difensore.

## Carriera

### Club
Ha sempre giocato nel campionato di casa.

### Nazionale
Ha collezionato 12 presenze con la maglia della propria Nazionale.